# Премия любителей программ для взрослых
Премия любителей программ для взрослых (англ. The Fans of Adult Media and Entertainment Awards (or F.A.M.E)) — была основана в 2006 году компаниями Adam & Eve и WantedList, а также журналами «Genesis» (англ.) и «AVN». Премия была создана, чтобы дать возможность общественности проголосовать за их любимых актеров и фильмы. Награждение проходит во время шоу Erotica LA.
Голосование происходит в два раунда. В первом раунде определяются 8 номинантов, из которых во втором раунде выбирается победитель. Во время голосования 2007 года в нём приняло участие более 100 000 человек.

## Победители
|                                        | 2006                        | 2007                 | 2008             | 2009                            | 2010                        |
| Любимая старлетка                      | Дженна Джеймсон             | Тера Патрик          | Тера Патрик      | Тера Патрик                     | Тори Блэк                   |
| Любимый актёр                          | Рон Джереми                 | Рэнди Спирс          | Эван Стоун       | Эван Стоун                      | Эван Стоун                  |
| Лучшая исполнительница орального секса | Кармен Лувана               | Дженна Хейз          | Пенни Флейм      | Дженна Хейз                     | Саша Грей                   |
| Лучшая исполнительница анального секса | Тэйлор Реин                 | Кортни Каммз         | Дженна Хейз      | Белладонна                      | Дженна Хейз                 |
| Лучшая грудь                           | Сторми Дэниэлс              | Сторми Дэниэлс       | Эшлин Брук       | Сторми Дэниэлс                  | Санни Леоне                 |
| Лучшая задница                         | Дженна Хейз                 | Тиган Пресли         | Джина Линн       | Тиган Пресли                    | Алексис Тексас              |
| Самое горячее тело                     | Дженна Джеймсон             | Джесси Джейн         | Джесси Джейн     | Джесси Джейн                    | Алексис Тексас              |
| Лучшая дебютантка                      | Алектра Блу и Брэнди Тейлор | Эми Рид              | Бри Олсон        | Тори Блэк                       | Лупе Фуэнтез                |
| Лучший фильм                           | Pirates                     | Island Fever 4       | Babysitters      | Pirates II: Stagnetti's Revenge | 2040                        |
| Лучший гонзо-фильм                     | Belladonna: No Warning      | Jenna Haze Dark Side | InTERActive      | Lex the Impaler 3               | Tori Black Is Pretty Filthy |
| Лучшая порно запись звезды             |                             |                      | 1 Night in Paris |                                 |                             |
| Лучший режиссёр                        | Джулиус Джордан             | Джулиус Джордан      | Сторми Дэниэлс   | Белладонна                      | Джулиус Джордан             |
| Самая грязная порнодевочка             | Тэрин Томас                 | Белладонна           | Хиллари Скотт    | Дженна Хейз                     | Дженна Хейз                 |
| Лучшая порностудия                     |                             | Vivid Entertainment  | Evil Angel       | Brazzers                        | Vivid Entertainment         |
| Лучшая исполнительница всех времен     |                             | Дженна Джеймсон      |                  |                                 |                             |
| Самая недооцененная актриса            |                             |                      | Брук Хэвен       | Дейзи Мэри                      | Лекси Белл                  |
| MILF/Cougar Star                       |                             |                      |                  |                                 | Лиза Энн                    |